# Trybliophorus bivittatus
Trybliophorus bivittatus är en insektsart som beskrevs av Walker, F. 1870. Trybliophorus bivittatus ingår i släktet Trybliophorus och familjen Romaleidae. Inga underarter finns listade i Catalogue of Life.